# Ischiocentra stockwelli
Ischiocentra stockwelli là một loài bọ cánh cứng trong họ Cerambycidae.